# Haxo

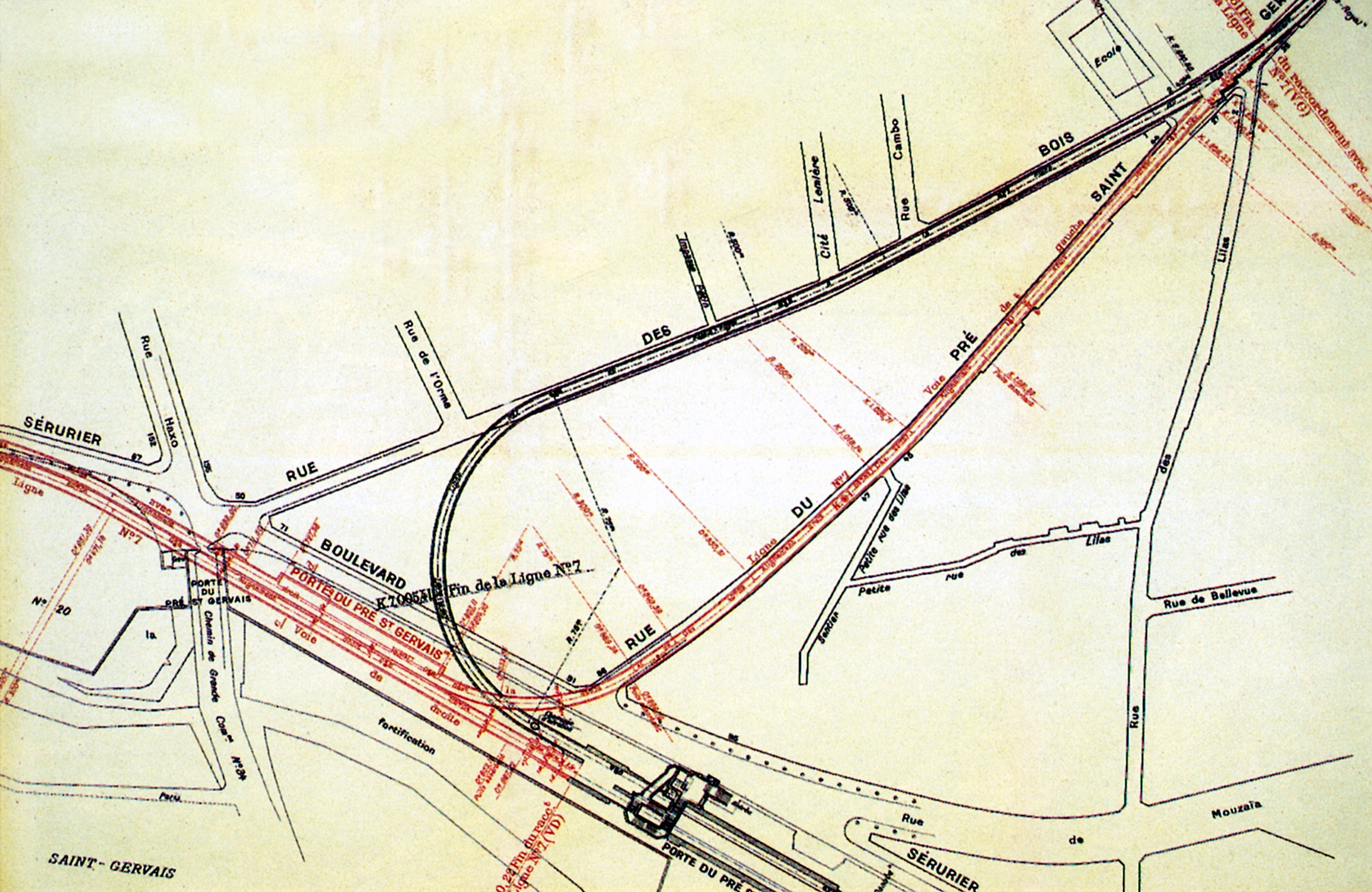
Plattegrond van het station en omgeving (het noorden ligt onderaan); het station heet hier nog Porte du Pré-Saint-Gervais

Ligging van station Haxo ten opzichte van de nabij gelegen stations

Haxo is een nooit geopend station van de metro van Parijs, een zogeheten spookstation. Het ligt onder de boulevard Sérurier, tussen de rue de Pré Saint-Gervais en de rue des Bois, en is genoemd naar de nabijgelegen rue Haxo, die genoemd is naar de generaal François Nicolas Benoît Haxo (1774-1838). Bij de bouw is uiteindelijk geen enkele toegang op straatniveau aangelegd. Er zijn plannen om Haxo na 2030 alsnog te openen, als onderdeel van een nieuwe metrolijn.

## Geschiedenis
Het station is een van de twee spookstations van de Parijse metro die nimmer in gebruik zijn genomen. Het ligt aan een enkelspoors raccordementspoor tussen de stations Place des Fêtes en Porte des Lilas, Voie des Fêtes genaamd.
Oorspronkelijk was het de bedoeling dat dit spoor de toenmalige lijn 3 en lijn 7 met elkaar zou verbinden. In de plannen droeg het station, samen met het ruim 100 meter noordwestelijk gelegen station Pré Saint-Gervais aanvankelijk de naam Porte du Pré-Saint-Gervais. In 1921 werd besloten niet meer dan een pendeldienst in te leggen tussen de eindstations van beide lijnen. De pendeldienst, over de voie navette, was geen succes en werd in 1939 gestaakt. Station Haxo heeft nooit passagiers gezien en er zijn zelfs geen bovengrondse toegangen aangelegd. Omdat het enkelspoors is, heeft het maar één perron.
Op 29 december 1992 werd op Haxo het nieuwe materieel MF 88 aan de pers gepresenteerd.

## Toekomst

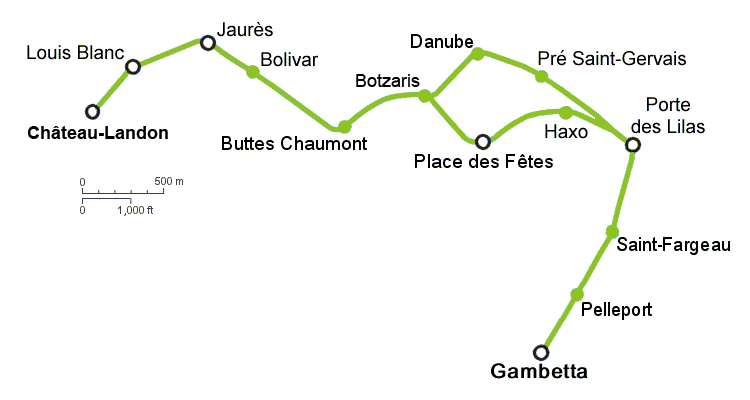
Kaart van de samengevoegde lijnen 3bis en 7bis

Na de Tweede Wereldoorlog zijn van de lijnen 3 en 7 twee korte lijnen afgesplitst die nu de nummers 3bis en 7bis dragen. In de planning 2013-2020 van het SDRIF was het samenvoegen van deze lijnen tot één nieuwe metrolijn voorzien. Hierbij zou het spookstation Porte des Lilas - Cinéma weer worden geopend en zou Haxo alsnog worden geopend. In 2013 werd dit plan uitgesteld tot de periode na 2030.